# Willem Maurits van Nassau-Ouwerkerk
Willem Maurits van Nassau-Ouwerkerk (gedoopt te 's-Gravenhage, 10 december 1679 - 's-Gravenhage, 26 mei 1753), heer van Woudenberg (1712-1753) en heer van Ouderkerk (1749-1753), was de zoon van Hendrik van Nassau-Ouwerkerk en Françoise van Aerssen, een zus van Cornelis van Aerssen van Sommelsdijck.
In 1705 werd hij kolonel van het 'gardes du corps'. Hij was in 1709 generaal-majoor, van 1713-1717 was hij commandeur van Ieper, in 1727 luitenant-generaal en in 1730 gouverneur van Sluis. In de Oostenrijkse Successieoorlog van 1740-1748 voerde hij het Nederlandse leger aan. In 1745 ging hij met een Nederlandse leger naar Schotland om de onderdrukking van de opstand voor 'Bonnie Prince Charlie' te ondersteunen. In 1747 werd hij benoemd tot veldmaarschalk. Vanaf 25 januari 1749 was hij gouverneur van Staats-Vlaanderen. In 1749 kocht hij de heerlijkheid Ouderkerk.

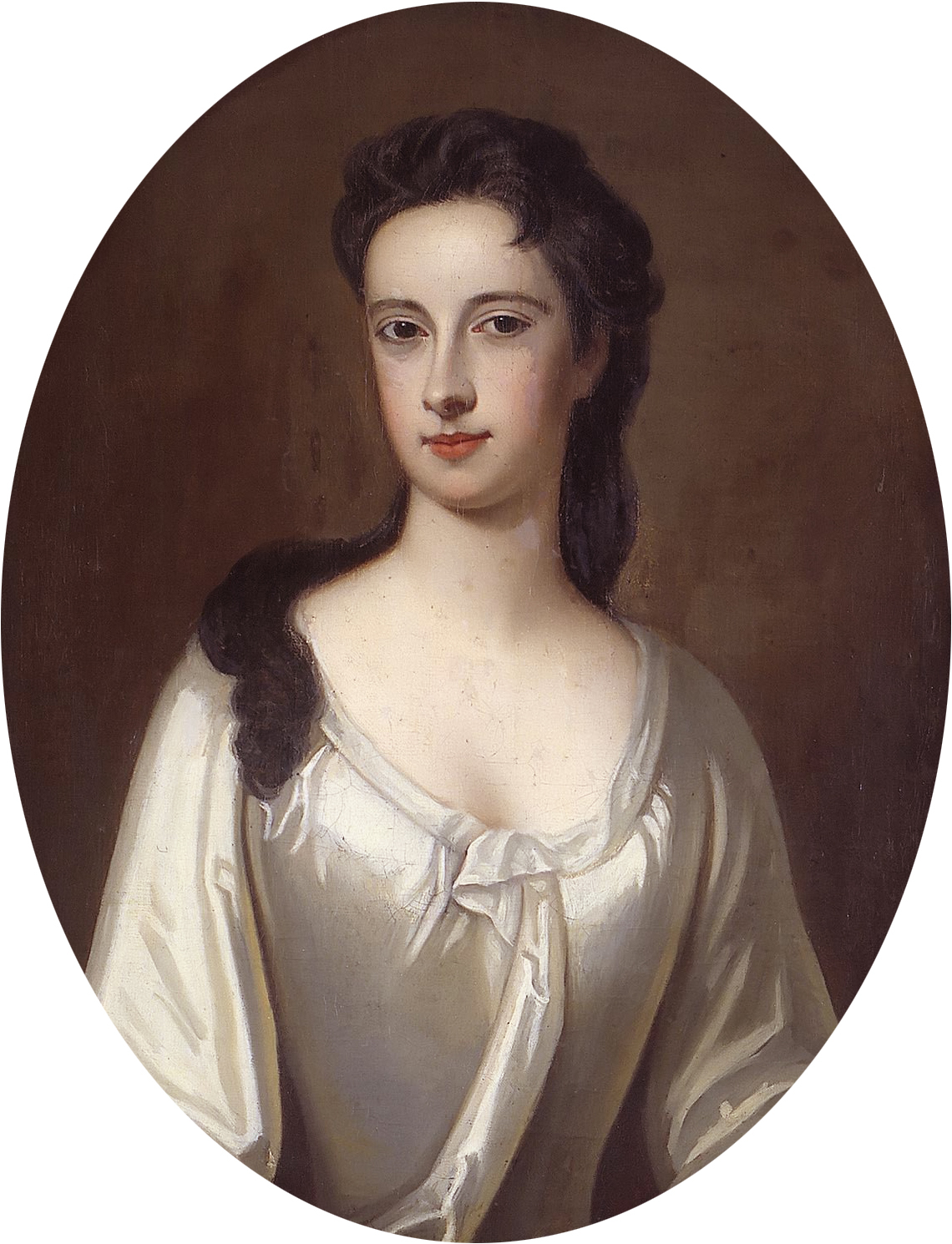
Charlotte van Nassau-Odijk (1677-1715)

Willem Maurits trouwde in 1708 met zijn nicht Charlotte van Nassau-Odijk (1677-1715), dochter van Willem Adriaan I van Nassau-LaLecq, met wie hij drie kinderen kreeg.
Willem Maurits stierf op 26 mei 1753 en werd bijgezet in de grafkelder van Nassau-LaLecq te Ouderkerk.